# 빌헬름 폰 프로이센 황태자
빌헬름 폰 프로이센 황태자(독일어: Kronprinz Wilhelm von Preußen: 1882년 5월 6일 ~ 1951년 7월 20일)는 독일 제국의 황태자이자 프로이센의 왕세자였다. 본명은 프리드리히 빌헬름 빅토어 아우구스투스 에른스트(독일어: Friedrich Wilhelm Victor Augustus Ernst). 독일 제국의 초대 황제 빌헬름 1세의 증손이고, 마지막 황제 빌헬름 2세의 장남이었다.

## 생애
1882년 당시 프로이센의 빌헬름 왕자와 그의 첫번째 부인인 아우구스테 빅토리아 폰 슐레스비히홀슈타인 공녀의 장남으로 태어났다. 1888년 할아버지 프리드리히 2세가 죽고 아버지가 독일 황제가 되자 6세의 나이로 황태자가 되었고, 1918년 11월 9일 제정이 폐지될 때까지 30년 동안 재위했다. 제1차 세계대전 중 1914년부터 1916년까지 독일 제국군의 제5군을 지휘했고 종전 때까지 독일 황태자 집단군 사령관이었다.
1923년 독일로 귀국한 이후 그는 바이마르 공화국에 반대하고 군주제를 재도입하기 위한 운동을 벌였다. 제국대통령직에 오르고자 하던 시도가 아버지에 의해 가로막힌 이후 그는 아돌프 히틀러의 권력 장악을 지지했지만, 그가 히틀러에게 왕정복고의 의도가 없음을 깨달은 이후 둘의 관계는 냉각되었다. 빌헬름 황태자는 1941년 6월 4일 아버지의 사망 이후 호엔촐레른가의 수장이 되었고, 1951년 7월 20일 서독에서 사망했다.

## 자녀
체칠리에 인 메클렌부르크슈베린 여공작와의 사이에서 슬하 4남 2녀를 두었다.
- 빌헬름 (1906년 ~ 1940년) - 귀천상혼으로 계승권을 포기하였다.
- 루이 페르디난트 (1907년 ~ 1994년) - 아버지 빌헬름 황태자를 이어 계승권을 물려받았다.
- 후베르투스 (1909년 ~ 1950년)
- 프리드리히 (1911년 ~ 1966년)
- 알렉산드리네 (1915년 ~ 1980년)
- 세실리에 (1917년 ~ 1975년)